# Torenflat (Maastricht)
De Torenflat, ook Oranjepleinflat genoemd, is een flatgebouw in de Nederlandse stad Maastricht, gelegen aan het Oranjeplein in Maastricht-Oost (Wyckerpoort). Met zijn vijftien verdiepingen geldt het gebouw van Gerard Holt uit 1960 als een van de eerste woontorens van Zuid-Nederland.

## Geschiedenis
Het Oranjeplein lag tot de jaren 1930 in het winterbed van de Maas. In het gebied lag een oude rivierarm, die bij hoog water onder water liep. Bij de werkverschaffing in de crisisjaren 1930-1940 werd de overlaat gedempt, waardoor het dubbelplein Koningsplein-Oranjeplein ontstond. Aan de randen van beide pleinen ontstond, deels al voor de Tweede Wereldoorlog, een mengeling van witgepleisterde herenhuizen en etagewoningen. Aan het Koningsplein werd in 1949 de eerste moderne galerijflat van Maastricht gebouwd, de Gemeenteflat van architect Frans Dingemans.
Begin jaren 1960 werd de bebouwing op en rondom het plein voltooid. De torenflat werd ontworpen door Gerard Holt van het toentertijd bekende Haarlemse architectenbureau Bijvoet en Holt. Projectarchitect was Peter Sigmond. Aannemer was bouwbedrijf Leon Melchior uit Maastricht. De bouw begon in 1959 en een jaar later werd de flat opgeleverd. De betonconstructie is geheel ter plaatse gestort. Op de begane grond bevonden zich oorspronkelijk een kleuterschool en een supermarkt.
In 1958-1959 werd de tot dan toe rustige Wittevrouwenweg langs de oostzijde van het Oranjeplein omgebouwd tot rijksweg 75/E9 (later N2), die tot 1969 nog eindigde bij de kruising met de N278. De nieuwe torenflat werd gezien als een baken dat automobilisten de weg moest wijzen. In de decennia daarna zou de steeds drukker wordende autoweg tot veel overlast leiden. In 2017 werd de Koning Willem-Alexandertunnel voltooid, waarbij de snelweg onder de grond verdween. Na oplevering van de tunnel begon de aanleg van een groene, autoluwe avenue op het tunneldak, de Groene Loper. Het Koningsplein en Oranjeplein werden in 2017-2018 heringericht tot een min of meer aaneengesloten park, sindsdien Vrijheidspark genoemd.

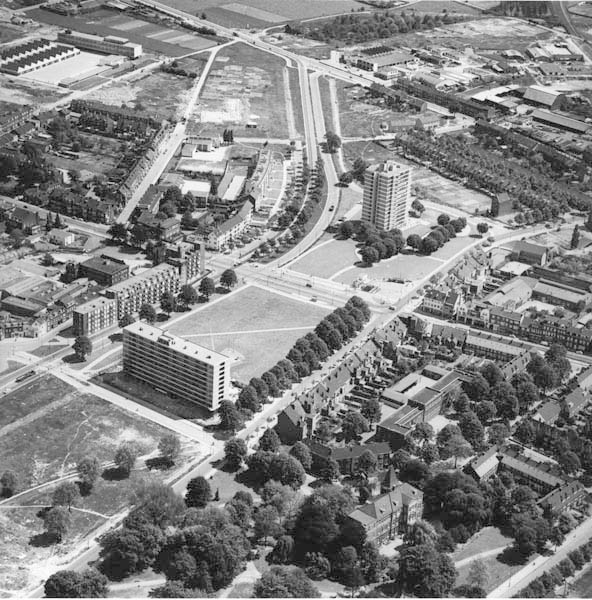
Koningsplein-Oranjeplein met onvoltooide A2 (luchtfoto 1962)
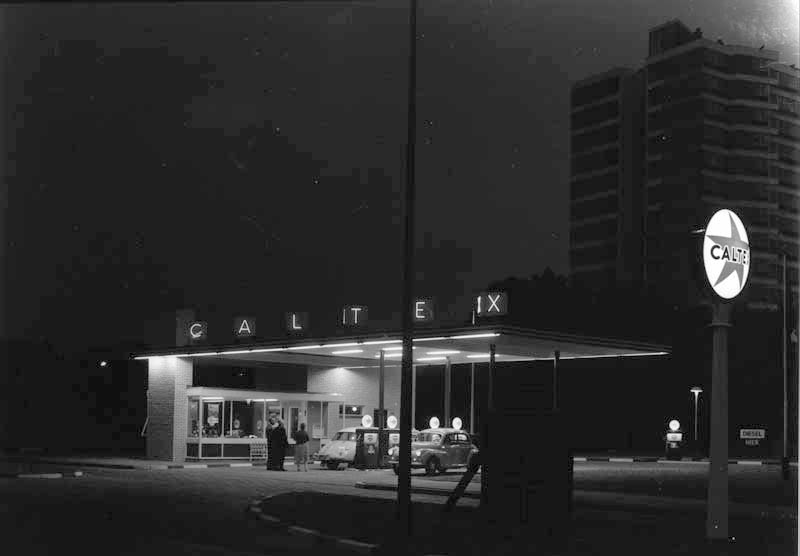
Caltex-tankstation met Torenflat op de achtergrond (jaren 1960)
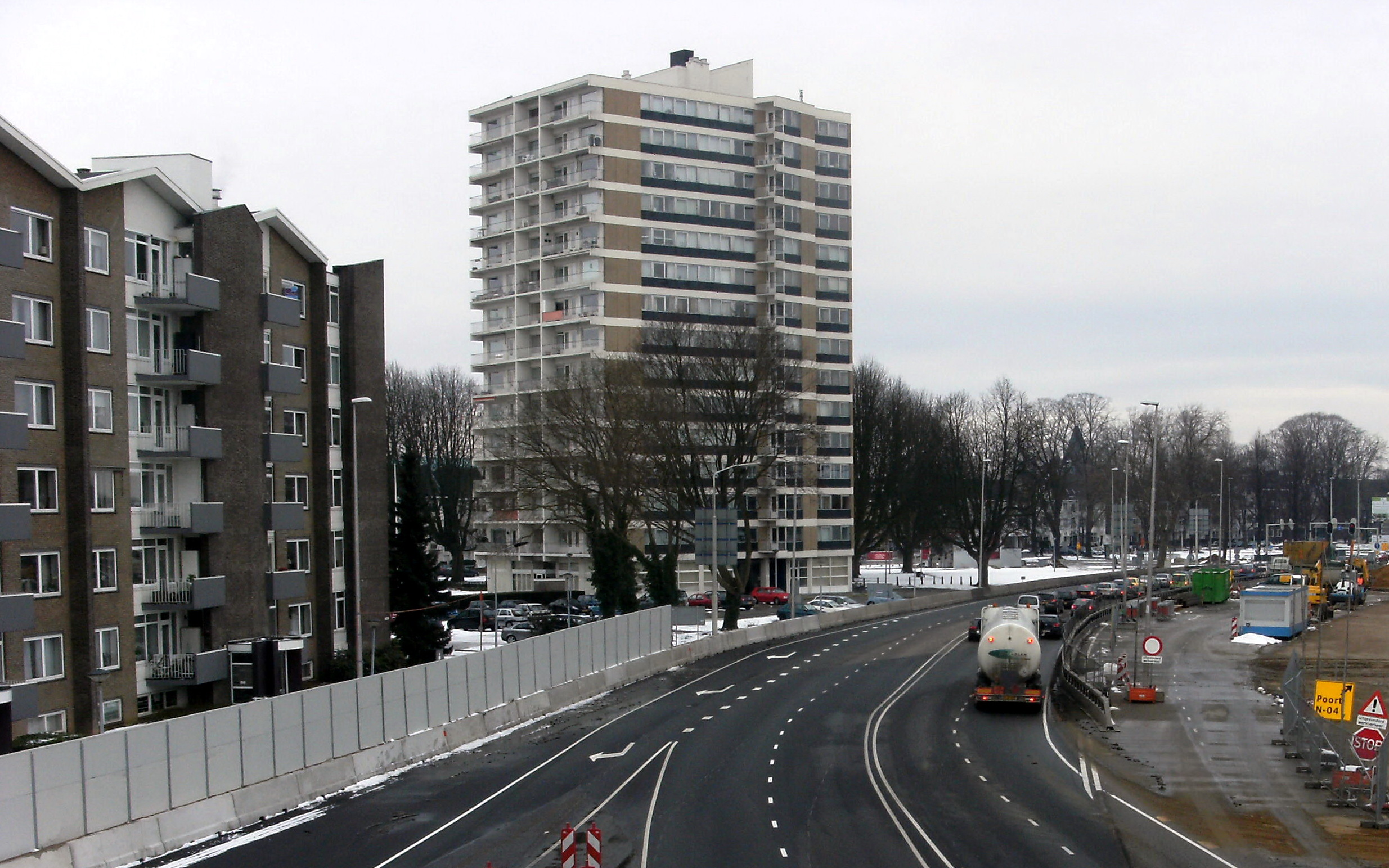
De Torenflat tijdens de tunnelbouw (2013)
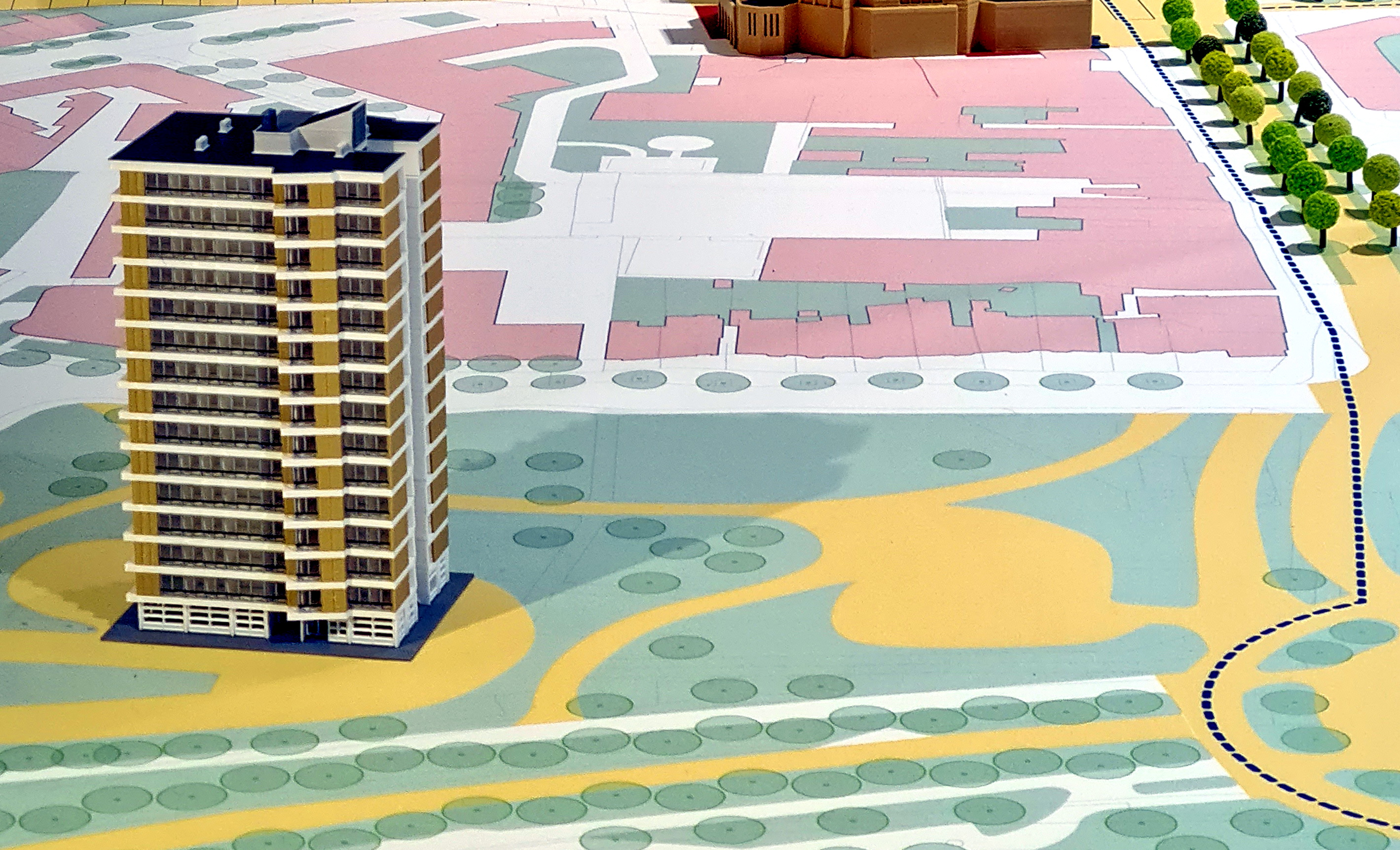
Maquette van de Torenflat en heringericht Oranjeplein (2022)

## Architectuur
De flat van Gerard Holt is een torenflat van vijftien bouwlagen (49 m). Hoewel de gevel is bekleed met gele baksteen, is het betonskelet duidelijk zichtbaar gelaten. Het metselwerk is uitgevoerd in tegelverband om het niet-dragende karakter ervan uit te dragen. De twee verticaal geplaatste bouwdelen waaruit de flat is opgebouwd, zijn zodanig geplaatst dat de balkons van alle appartementen min of meer naar het zuiden zijn gericht. Op de tussenwanden van de balkons in de zuidgevel waren aanvankelijk kleurvakken in een willekeurig patroon aangebracht. De tussenzone van de twee bouwdelen zorgt voor stabiliteit. Per verdieping zijn vijf appartementen ondergebracht, waarvan telkens één kleine studio in de zuidelijke tussenzone. Aan de noordzijde doet het open noodtrappenhuis met ijzeren balustrade enigszins denken aan de nieuwe zakelijkheid (Bauhaus) en het nieuwe bouwen uit de jaren 1930.

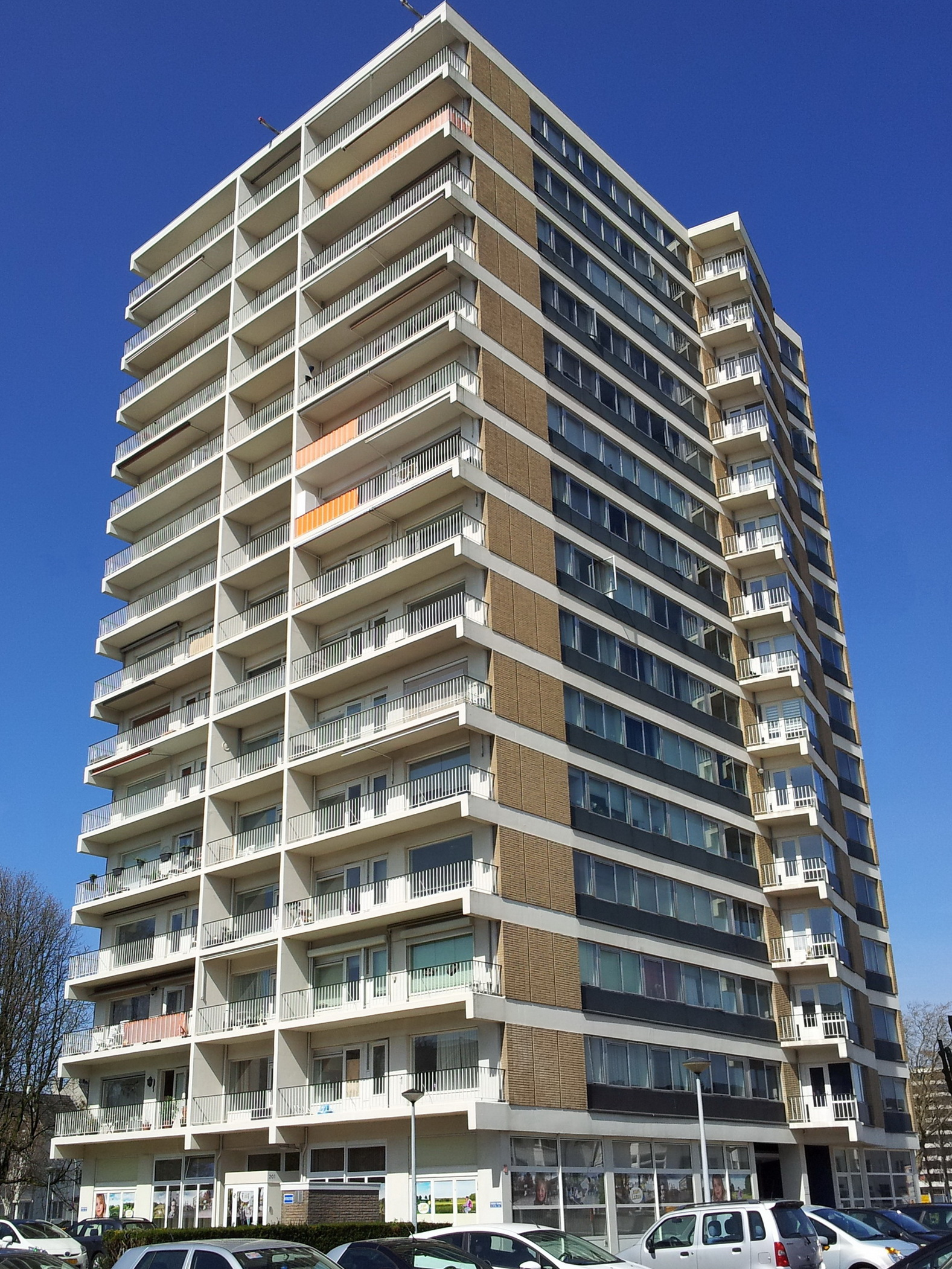
Vanuit het zuidoosten
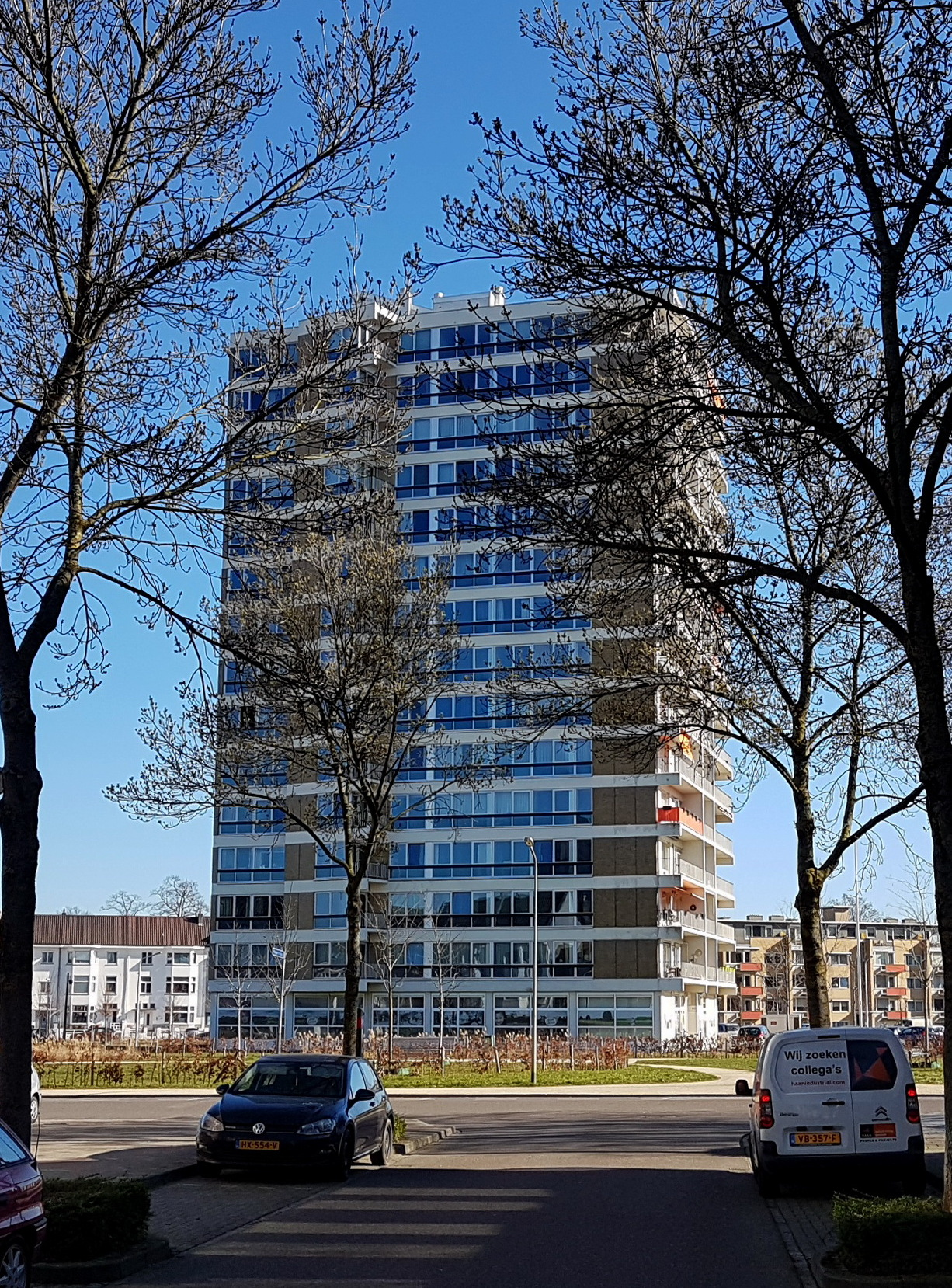
Vanuit het westen
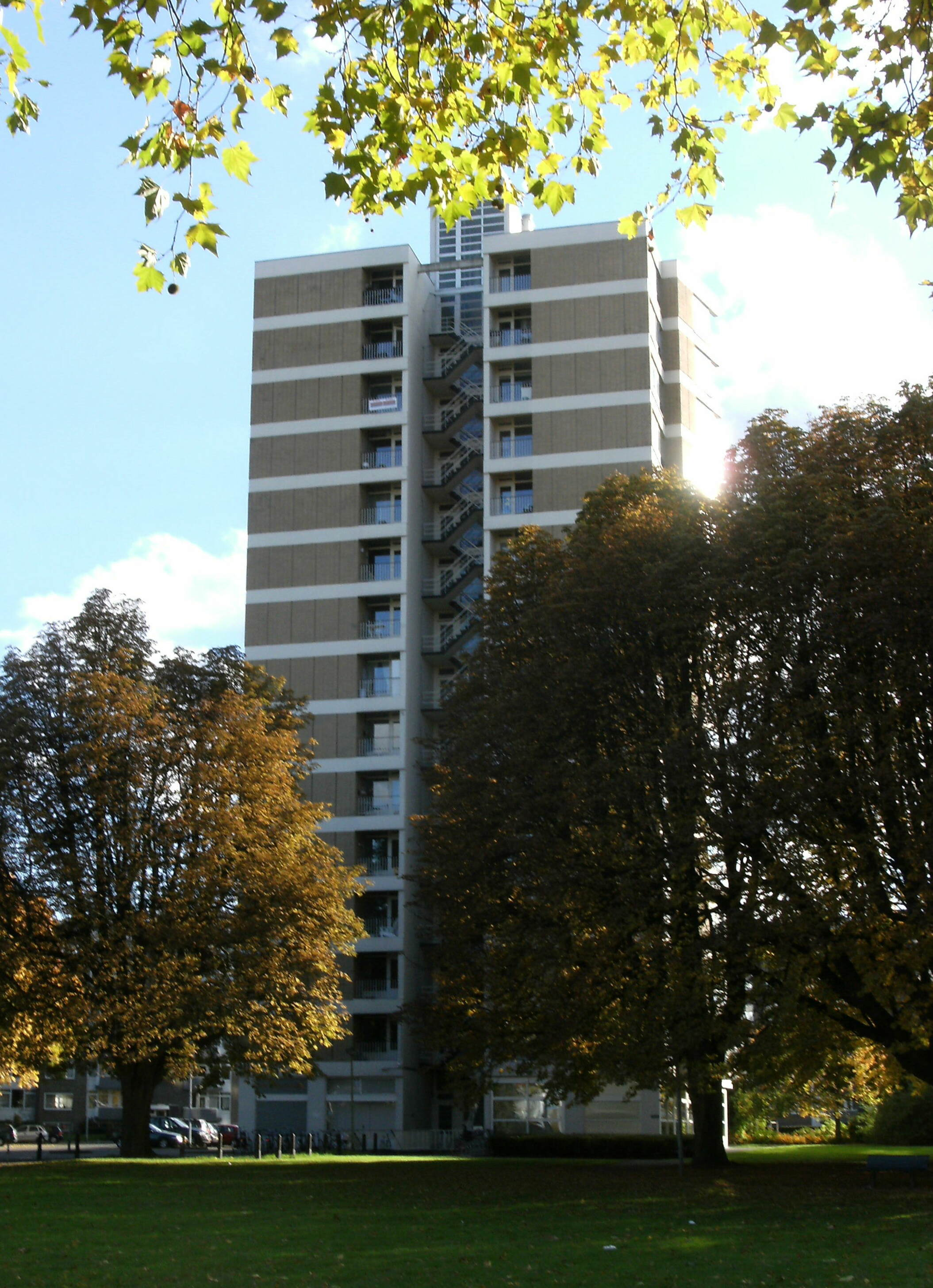
Vanuit het noorden
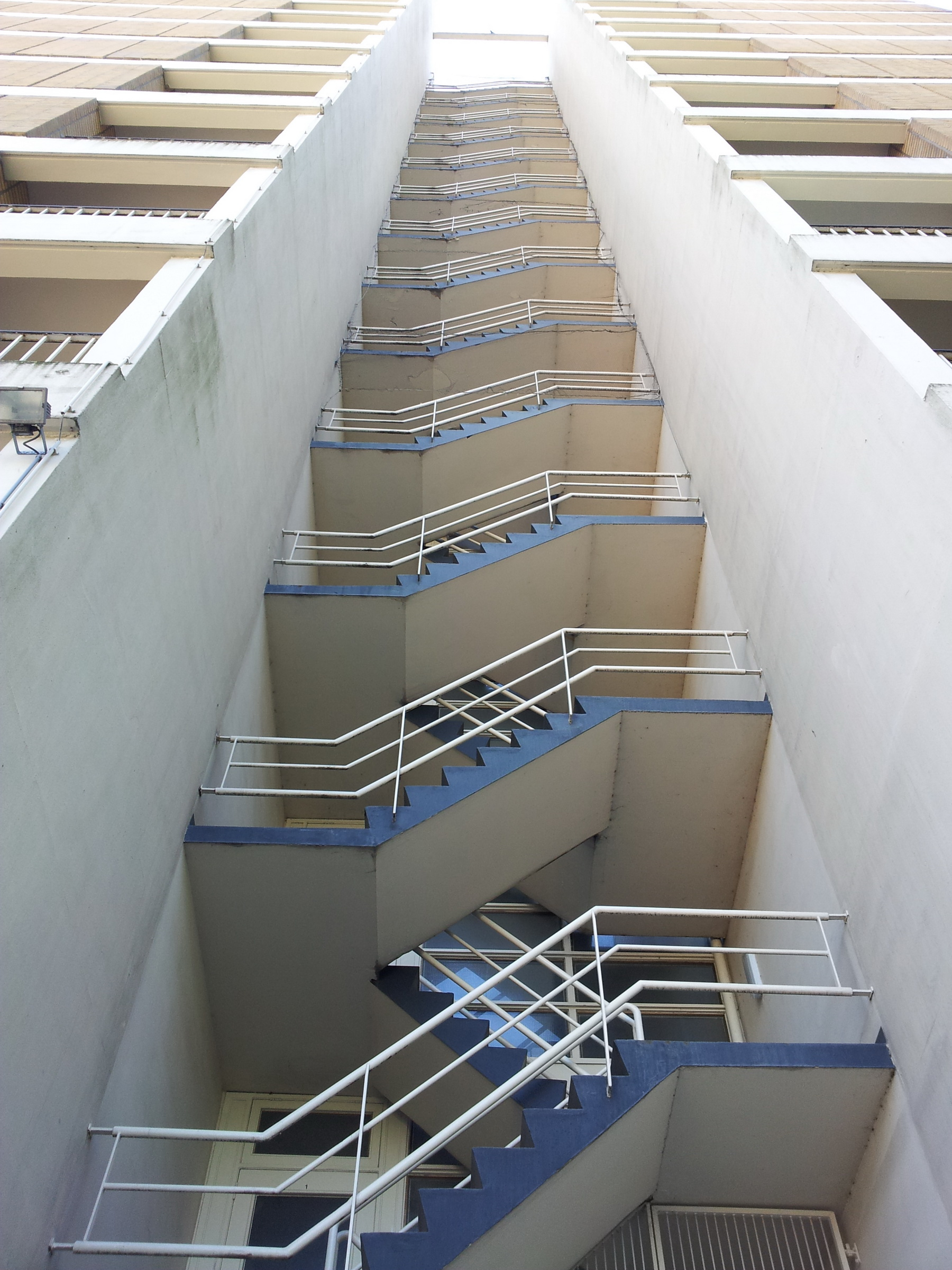
Idem, detail noodtrap

## Varia
- Bouwbedrijf Melchior had plannen voor een tweede torenflat aan het Koningsplein, maar deze sneuvelden in de Maastrichtse gemeenteraad met 18 tegen 17 stemmen.[8] In 1962 kwam hier de Koningspleinflat ("ANWB-flat") tot stand.[5]
- Het Maastrichtse architectuurcentrum TOPOS publiceerde in 2020 een boek waarin 140 mensen vertellen wat hun favoriete gebouw in Maastricht of omgeving is. Verhuurmakelaar en bewoonster Janine Verhoeven koos voor de Torenflat, die zij met name roemt vanwege het uitzicht, dat zich bij helder weer uitstrekt van de N3 bij Herve tot de steenbergen ('terrils') van de voormalige Steenkoolmijn van Eisden.[9]